# Katatymně imaginativní psychoterapie
Katatymně imaginativní psychoterapie, zkratkou KIP, (jinak též nazývaná symbolické drama) patří do skupiny dynamicky orientovaných psychoterapií, její teoretický základ vychází z psychoanalýzy. Terapeut při ní žádá zrelaxovaného klienta, aby si představil určité obrazové motivy sloužící jako základ pro vytváření dalších živých, spontánně se objevujících představ a fantazijních dějů. Předpokládá se, že tyto imaginace mají symbolický význam a odráží jak aktuální emoční ladění klienta, tak i případný konfliktní materiál v jeho nevědomí nebo předvědomí.
Historie KIP sahá až do roku 1948, kdy Hanscarl Leuner začal experimentovat s využitím imaginace k terapeutickým účelům. Leuner vypracoval techniku katatymního prožívání obrazů, která postupem přerostla v samostatný, široce rozpracovaný terapeutický postup - katatymně imaginativní psychoterapii. Slovo katatymní v názvu naznačuje závislost na emocích a afektech:
kata (řec.) = podle, odpovídající, závislý na
thymos (řec.) = duše (v tomto kontextu myšlena emocionalita)
Slovo katatymie znamená zkreslení obsahu vědomí, úsudků, názorů vlivem emocí nebo přání člověka.

## KIP

### technika
- Klient je vybídnut, aby se pohodlně usadil do křesla nebo položil na lůžko a terapeut mu nenucenými klidně pronášenými stručnými instrukcemi pomáhá se uvolnit. Když je klient zrelaxován, přistupuje se (na prvním sezení) k testu květiny (klient je vybídnut, aby si zkusil představit nějakou květinu a popsal ji), který má objasnit, zda a nakolik je klient schopen rozvíjet katatymní obrazy. Většina lidí je ihned bez problému schopna vyvolat představu, která je napřed bledá, prchavá a je třeba volního úsilí k jejímu podržení. Tato schopnost se však velmi rychle (během jediného sezení) zlepšuje a klienti jsou schopni ve stavu lehkého pohroužení do sebe, v kterém se nacházejí, vyvolat katatymní obrazy - tj. barvité, plastické a vnitřně autonomní imaginace, které se před vnitřním zrakem spontánně bez zapojení vůle objevují a dále se vyvíjejí.
- V dalším kroku terapeut nabídne uvolněnému klientovi představu, vágně formulovaný motiv (např. louku), který si klient představí a dále jej pod empatickým, nedirektivním vedením terapeuta rozvíjí. Při vykreslování představy terapeut např. žádá klienta, aby pozoroval okolí nabídnutého motivu, aby popsal jeho jednotlivosti, aby zkusil zaměřit pozornost na nějakou jeho určitou část, vybídne ho, aby zkusil něco najít (např. na louce potůček), atd. Terapeut dovoluje klientům, aby se podvolovali svým spontánním impulsům (např. klient si může chtít lehnout do trávy a pozorovat oblohu, smočit ruce v potůčku, příp. se z něho napít, atd.), příp. je k tomu přímo vyzývá - ptá se, co by klient rád v imaginativní krajině dělal. Terapeut také často otázkami zjišťuje emoční náboj představ, ptá se jak na klienta představy působí, jakou náladu vyzařují, apod.

| stupeň                  | motiv | poznámka |
| ----------------------- | --- | -------- |
| základní                | |          |
| louka                   | často jako začátek různých imaginací, projekce aktuálních konfliktů                                        |          |
| tok potoka              | s výzvou sledovat jej buď proti proudu až k pramenu, nebo po proudu až k ústí do moře                      |          |
| hora                    | klient ji nejprv pozoruje z dálky, pak je na ni má vystoupit, rozhlédnout se z vrcholku a znovu sejít zpět |          |
| dům                     | v imaginaci jej klient prochází a prohlíží                                                                 |          |
| okraj lesa              | klient kouká z louky do temnoty lesa, dokud z lesa nevystupují symbolické postavy                          |          |
| střední                 | |          |
| vztahové osoby          | např. otec, matka, sourozence, nadřízené, manžel(ka), děti, atd.                                           |          |
| růžový keř, auto, kočár | klientka jde unavená po silnici a řidič ji nabídne svezení; klient má utrhnout růži z keře                 |          |
| lev                     | |          |
| já - ideál              | |          |
| vyšší                   | |          |
| jeskyně                 | vychází se z jejich symbolické hodnoty jako otvorů do hlubších vrstev nevědomí                             |          |
| močál                   | vychází se z jejich symbolické hodnoty jako otvorů do hlubších vrstev nevědomí                             |          |
| sopka                   | doplňkové motivy                                                                                           |          |
| foliant                 | doplňkové motivy                                                                                           |          |

- Imaginace je ukončena tělesnou aktivací (např. několikrát silně zatnout pěsti a svaly, protáhnout paže, zhluboka se nadechnout, otevřít oči), která má pomoci klientovi k návratu k plné bdělosti. Přesto je klient ještě 10-15 minut ponechán v čekárně nebo je s ním veden krátký rozhovor, aby zcela přišel k sobě.

### průběh terapie
Na první nebo na prvních dvou schůzkách se psycholog s klientem volně baví o obtížích, které klienta přiměly k návštěvě, ptá se klienta na jeho požadavky a očekávání od terapie. Psycholog pokládá doplňující otázky a vytvoří si předběžný náhled na situaci, v které se klient nachází, a posoudí vhodnost použití KIP k řešení klientových problémů. Výsledek buď vyústí do nabídky terapie, nebo jen do krátkého poradenského aktu.
Podobně jako u jiných psychoterapií je nutné korigovat případné přemrštěné a nereálné představy klienta. Dotyční často věří, že jejich problémy je možné vyřešit během několika dnů nebo týdnů, idealizují si terapeuta jako "velkého léčitele" a nejsou připraveni přijmout aktivní spolupráci a často bolestivou konfrontaci se sebou samým.
Samozřejmostí by mělo být též pravidlo abstinence, které zdůrazňuje, že terapeut nemá mít během období terapie žádné osobní ani rodinné kontakty s pacientem. Pokud terapeut chová ke klientovi nějaké osobní emoční pohnutky (např. rodinná příbuznost), trpí tím jak diagnostická, tak terapeutická schopnost rozhodování stejně jako technická jistota při použití terapie.
KIP je většinou krátkodobá, tedy obvykle se uskuteční od 15 do 30 sezení, typická frekvence je jednou týdně.

### mechanismus účinku
Jak bylo již řečeno výše, spontánně se objevující imaginace mají symbolický význam. Například jestliže si při motivu louky klient představí zpustlou zablácenou ponurou mýtinu za bouřky obehnanou drátem, vypovídá to o jeho aktuálním psychickém stavu něco úplně jiného než když si představí hezkou zelenou louku s bujnou trávou a rozkvetlými květinami a radostným sluncem. K takovýmto interpretacím není třeba zvláštního psychologického vzdělání a klienti obvykle sami (poté, co jim psycholog letmo vysvětlí metodu a základní principy KIP) postupně nachází souvislosti mezi imaginovanými obrazy a svým stavem. Imaginace jim umožní náhled na svou duševní situaci a kontakt s nevědomými a předvědomými projevy jejich problémů v symbolické obrazové formě. Už jen tato zkušenost spojená s intenzivním prožitkem představovaných situací má důležitý ozdravný vliv.
Další ozdravný vliv mají intervence psychoterapeuta. Terapeut povzbuzuje klienta v aktivním řešení problémů. Například když je klient konfrontován s rozzuřeným štěkajícím psem, z kterého má strach a který zabraňuje klientovi v cestě imaginární krajinou, může terapeut klientovi poradit, aby psovi sehnal maso (např. došel je koupit do blízké vesnice; případně klientovi rovnou řekne, ať si představí, že má maso k dispozici) a nakrmil jej. Jak pes začne žrát, zklidní se a terapeut dále klienta povzbudí k spřátelení se se psem, např. aby se k němu přiblížil a zkusil jej pohladit. V této chvíli je relativně nevýznamné, co přesně představovaný rozzuřený pes symbolizoval, důležitější je, že se klient naučil před problémem (psem) neutéct a nerezignovat na něj, ale postavit se mu a konstruktivně jej vyřešit. Protože symbolické obrazy souvisí s reálnými problémy, posílení schopnosti klienta řešit problémy v imaginaci, příznivě ovlivní i jeho schopnost řešit problémy v realitě.
Různé konkrétní představované objekty ať už vyloženě nereálné (drak, čarodějnice, obr, ...) nebo reálné (štěkající pes, pasoucí se krávy, ...), stejně jako různé konkrétní jednání klienta (např. odmítnutí se napít ze studánky kvůli možné bakteriální nákaze) mají více možných konkrétních interpretací, záleží na konkrétním klientovi a jeho psychologické anamnéze. Terapeut klientovi beztak přesné a podrobné informace nedává, neboť by to mohlo aktivovat jeho obranné mechanismy (např. racionalizaci a intelektualizaci) a ztěžovat terapii. Klienta však vybízí k vlastní interpretaci obrazů, mezi sezeními má například klient imaginované obrazy výtvarně nebo písemně zpracovat a obohatit je svými dalšími nápady.

### vhodnost užití
indikace:
- neurotické poruchy
- psychosomatické obtíže
- posttraumatické stavy
- poruchy osobnosti
- poruchy přizpůsobování
- úzkostné stavy a fobie

kontraindikace:
- nedostatečná inteligence (IQ pod 85)
- akutní nebo chronické psychózy
- těžké depresivní rozlady
- nedostatek motivace klienta

Metoda KIP je vhodná jak pro krátkodobé, tak i pro dlouhodobé terapie a to s dětmi, dospívajícími i dospělými; buď jako individuální terapie (klient + terapeut) nebo skupinová terapie (několik klientů a terapeut). Při skupinové se účastníci položí na zem do hvězdice hlavami k sobě a každý člen skupiny vypráví, co ho napadá k společnému motivu. Vzniká společná kompromisní fantazie. Po skončení imaginací se dále v rozhovorech konkretizují a rozebírají. KIP se užívá též v párové a rodinné terapii.